# Liebfrauenkapelle (Horb am Neckar)

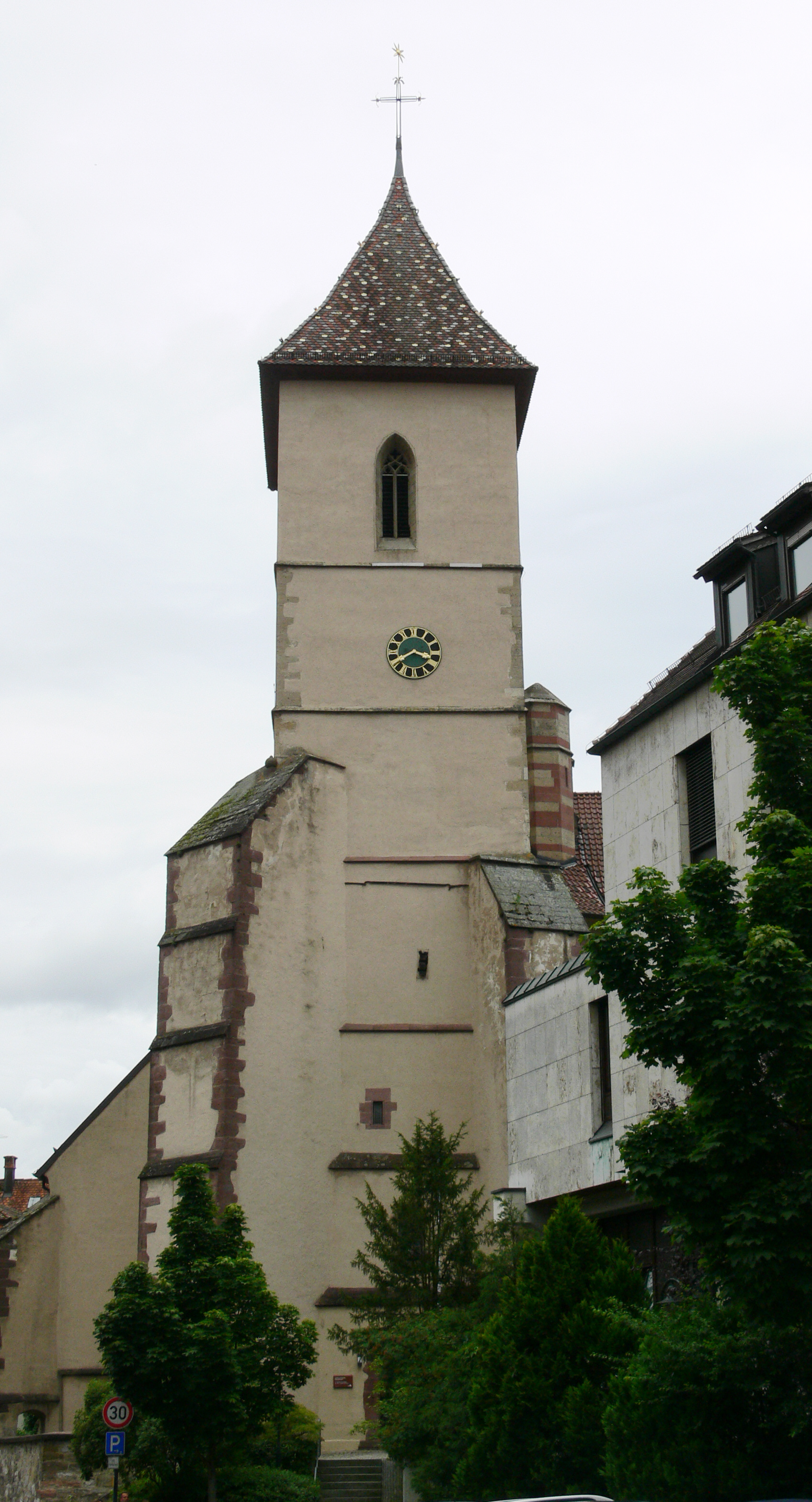
Liebfrauenkapelle in Horb

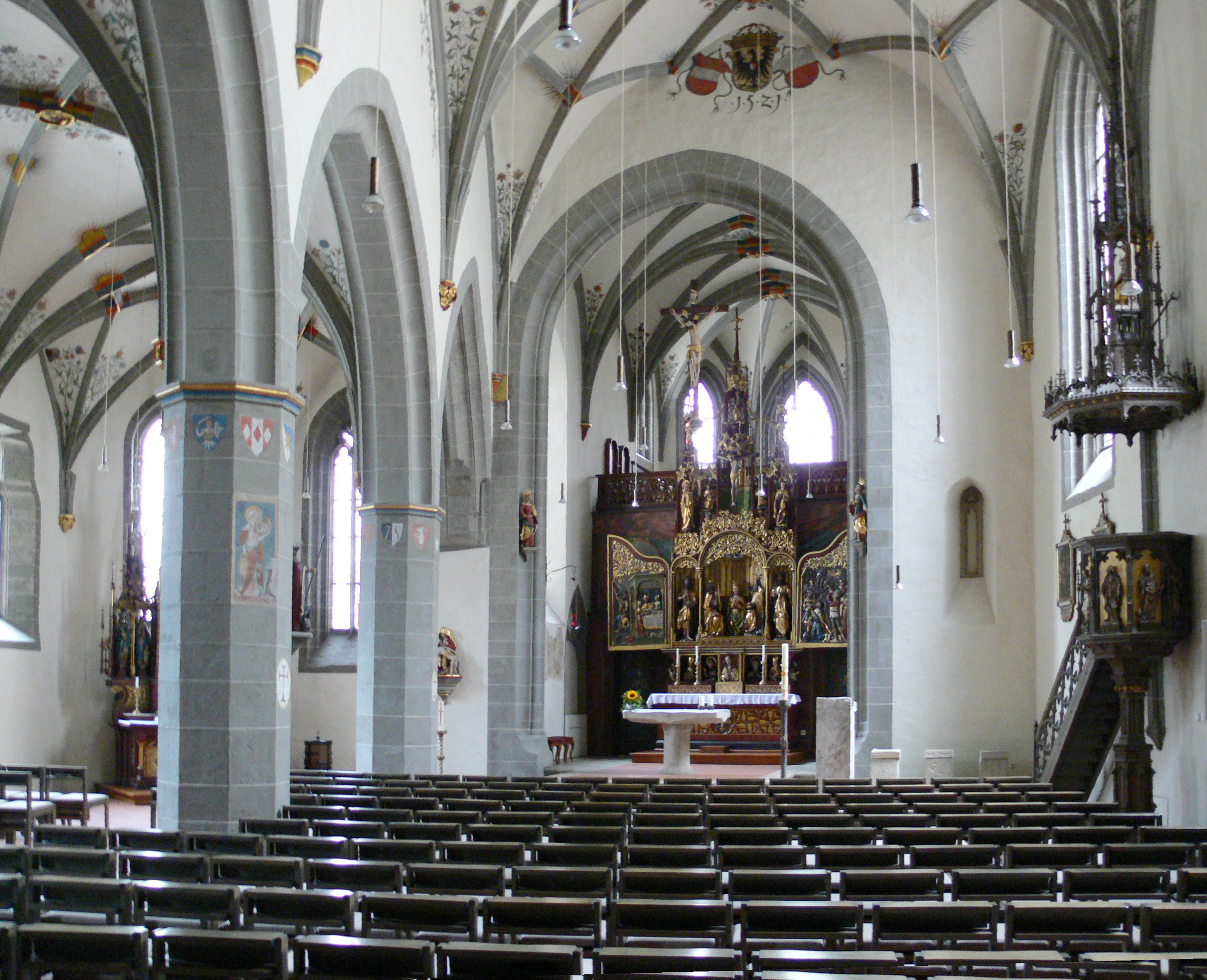
Innenansicht

Die römisch-katholische Liebfrauenkapelle steht in Horb am Neckar, einer Stadt im Landkreis Freudenstadt in Baden-Württemberg. Das Bauwerk ist beim Landesamt für Denkmalpflege Baden-Württemberg als Baudenkmal eingetragen. Die Kirchengemeinde gehört zum Dekanat Freudenstadt in der Diözese Rottenburg-Stuttgart.

## Beschreibung
Die asymmetrische zweischiffige Hallenkirche ist der Nachfolgebau der um 1280 errichteten Kapelle des Klosters Reichenbach. Das Langhaus aus Mittel- und Seitenschiff wurde 1313 gebaut. Das mit einem hohen Satteldach bedeckte Langhaus und der siebengeschossige, mit einem Pyramidendach bedeckte Kirchturm im Westen mussten 1658/59 durch Strebepfeiler statisch gesichert werden. 1682 wurden drei der fünf Strebepfeiler am Langhaus verstärkt. Das oberste Geschoss des Kirchturms beherbergt den Glockenstuhl, das Geschoss darunter die Turmuhr. 
Im Innenraum des Langhauses ist das Seitenschiff vom Mittelschiff durch Arkaden getrennt. Die Wandmalereien im Seitenschiff stammen aus dem 14. Jahrhundert. Der Hochaltar von 1520 ist ein Flügelaltar mit einer Kreuzigungsgruppe im Gesprenge.